# Ti voglio
Ti voglio è un brano musicale del 1977 contenuto nel disco Io fuori di Ornella Vanoni, i cui autori sono Gianni Belleno e Giorgio D'Adamo per il testo e Ricky Belloni, Vittorio De Scalzi e Sergio Bardotti per la musica (i primi quattro componenti dei New Trolls) Il 20 settembre 2024 viene pubblicata, direttamente come singolo, una nuova versione del brano dalle cantanti Ornella Vanoni, Elodie e Ditonellapiaga..

## Descrizione
La pubblicazione della nuova versione avviene come regalo da parte di Ornella Vanoni per i suoi fans in occasione del novantesimo compleanno ed anticipa l'uscita del sessantaduesimo album di quest'ultima, Diverse.
(Elodie)
(Ditonellapiaga)

## Tracce
1. Ti voglio – 3:26 (testo: Gianni Belleno, Giorgio D'Adamo – musica: Vittorio De Scalzi, Ricky Belloni, Sergio Bardotti)